# Очипала
Очипала (мкд. Очипала) су насеље у Северној Македонији, у источном делу државе. Очипала су у саставу општине Делчево.

## Географија
Очипала су смештена у источном делу Северне Македоније, близу државне границе са Бугарском - 6 km северно од насеља. Од најближег града, Делчева, насеље је удаљено 5 km северно.
Насеље Очипала се налази у историјској области Пијанец. Насеље се развило на северном ободу Делчевске котлине. Североисточно од насеља издиже се планина Влајна, док јужно од њега протиче река Брегалница. Надморска висина насеља је приближно 720 метара. 
Месна клима је планинска због знатне надморске висине.

## Становништво
Очипала су према последњем попису из 2002. године имала 92 становника.
Претежно становништво у насељу су етнички Македонци (100%).
Већинска вероисповест месног становништва је православље.